# Calle Crown
Calle Crown, född 28 mars 2014, är en svenskfödd amerikansk travare.

## Bakgrund
Calle Crown är en mörkbrun hingst efter Great Challenger och under Hillary Crown (efter Victor Victor). Han föddes upp av Helle & Lene Hjorth och ägs av Easy KB, Uppsala. Han tränades under tävlingskarriären av Tomas Malmqvist.

## Karriär
Calle Crown tävlade mellan 2016 och 2023 och sprang in 6 118 512 kronor på 73 starter, varav 14 segrar, 12 andraplatser och 10 tredjeplatser. Han tog karriärens största segrar i Kriterierevanschen (2017), Prix de Clermont-Ferrand (2018) och Grand Prix de Vincennes (2020). Han kom även på andra plats i Ina Scots Ära (2018) och Copenhagen Cup (2022).